# Franco Maresco
Franco Maresco (né le 5 mai 1958 à Palerme, en Sicile) est un réalisateur de cinéma, scénariste et directeur de la photographie italien.

## Filmographie partielle
Coréalisations avec Daniele Ciprì (cf. Ciprì et Maresco) :
- 1995 : L'Oncle de Brooklyn (Lo Zio di Brooklyn)
- 1996 : Il Manocchio (court-métrage)
- 1998 : Totò qui vécut deux fois (Totò che visse due volte)
- 1999 : Noi e il Duca - Quando Duke Ellington suonò a Palermo (documentaire)
- 1999 : Enzo, domani a Palermo! (court métrage) (documentaire)
- 2000 : Arruso (TV) (court métrage) (documentaire)
- 2000 : Ai rotoli (court métrage) (documentaire)
- 2003 : Le Retour de Cagliostro (Il Ritorno di Cagliostro)
- 2004 : Come inguaiammo il cinema italiano - La vera storia di Franco e Ciccio (documentaire)

Réalisations seul :
- 2010 : Io sono Tony Scott, ovvero come l'Italia fece fuori il più grande clarinettista del jazz (documentaire)
- 2014 : Belluscone. Una Storia siciliana (documentaire)
- 2019 : La mafia non è più quella di una volta (documentaire)
- 2023 : Lovano Supreme
- 2025 : Un film fatto per bene